# Woodsboro (Maryland)
Woodsboro es un pueblo ubicado en el condado de Frederick, Maryland, Estados Unidos. Tiene una población estimada, a mediados de 2021, de 1135 habitantes.

## Geografía
La localidad está ubicada en las coordenadas 39°32′2″N 77°18′36″O / 39.53389, -77.31000 (39.534026, -77.30991).

## Demografía
Según la Oficina del Censo, en 2000 los ingresos medios de los hogares de la localidad eran de $65,000 y los ingresos medios de las familias eran de $62,500. Los hombres tenían ingresos medios por $45,250 frente a los $26,528 que percibían las mujeres. Los ingresos per cápita para la localidad eran de $21,434. Alrededor del 2.0% de la población estaba por debajo del umbral de pobreza.
De acuerdo con la estimación 2017-2021 de la Oficina del Censo, los ingresos medios de los hogares de la localidad son de $123,333 y los ingresos medios de las familias son de $134,604. Alrededor del 8.3% de la población está por debajo del umbral de pobreza.